# Élections sénatoriales de 1971 dans le Finistère
Les élections sénatoriales dans le Finistère ont lieu le dimanche 26 septembre 1971. Elles ont pour but d'élire les sénateurs représentant le département au Sénat pour un mandat de neuf années.

## Contexte départemental
Lors des élections sénatoriales du 23 septembre 1962 dans le Finistère, quatre sénateurs ont été élus selon un mode de scrutin majoritaire à deux tours, tous les quatre sont membres du MRP : André Colin, André Monteil, Yves Hamon et Louis Guillou.

## Sénateurs sortants
| Sénateur | Sénateur      | Parti | Fonctions lors de l'élection en 1971                                                                                          |
| -------- | ------------- | ----- | --- |
|          | André Colin   | CD    | Sortant, ancien ministre, ancien député, Président du Conseil Général, conseiller général de d'Ouessant, ancien membre du CNR |
|          | André Monteil | CD    | Sortant, ancien ministre, ancien maire de Quimper, ne se représente pas                                                       |
|          | Yves Hamon    | CD    | Sortant, conseiller général de Pleyben, maire de Lennon, ne se représente pas                                                 |
|          | Louis Guillou | CD    | Sortant, ancien député, conseiller général et maire de Saint-Thégonnec                                                        |

## Résultats
Il y avait quatre listes de constituées pour ces élections.
| Candidat et parti politique | Candidat et parti politique | Candidat et parti politique | Premier tour | Premier tour | Ballotage | Ballotage |
| Candidat et parti politique | Candidat et parti politique | Candidat et parti politique | Voix         | %            | Voix      | %         |
| --------------------------- | --------------------------- | --------------------------- | ------------ | ------------ | --------- | --------- |
|                             | Georges Lombard             | CNIP-Opp.                   | 777          | 43,90        | 846       | 48,34     |
|                             | Louis Orvoën                | CD                          | 744          | 42,03        | 834       | 47,66     |
|                             | André Colin *               | CD                          | 728          | 41,13        | 795       | 45,43     |
|                             | Édouard Le Jeune            | CD                          | 667          | 37,68        | 764       | 43,66     |
|                             |                             |                             |              |              |           |           |
|                             | Théophile Le Borgne         | RI                          | 521          | 29,44        | 518       | 29,60     |
|                             | Louis Guillou *             | CD                          | 512          | 28,93        | 495       | 28,29     |
|                             | Jean Fichoux                | RI                          | 483          | 27,29        | 463       | 26,46     |
|                             | Mr Manac'h                  | Mod                         | 441          | 24,92        | 437       | 24,97     |
|                             |                             |                             |              |              |           |           |
|                             | Jean Charter                | Rad                         | 365          | 20,62        | 322       | 18,40     |
|                             | Hervé Mao                   | PS                          | 361          | 20,40        | 436       | 24,91     |
|                             | Marie Jacq                  | PSU                         | 349          | 19,72        | 427       | 24,40     |
|                             | Jean Lemeunier              | PS                          | 316          | 17,85        | 407       | 22,99     |
|                             |                             |                             |              |              |           |           |
|                             | Alphonse Penven             | PCF                         | 184          | 10,40        |           |           |
|                             | Louis Hémery                | PCF                         | 180          | 10,17        |           |           |
|                             | Christophe Poulichet        | PCF                         | 171          | 9,66         |           |           |
|                             | Yvonne Folgalvez            | PCF                         | 167          | 9,44         |           |           |
|                             |                             |                             |              |              |           |           |
|                             | Mme Le Buanic               | Mod                         | 65           | 3,67         |           |           |
|                             |                             |                             |              |              |           |           |
| Inscrits                    | Inscrits                    | Inscrits                    | 1 780        |              | 1 780     |           |
| Abstentions                 | Abstentions                 | Abstentions                 | 6            | 0,34         | 2         | 0,11      |
| Votants                     | Votants                     | Votants                     | 1 774        | 99,66        | 1 778     | 99,89     |
| Blancs et nuls              | Blancs et nuls              | Blancs et nuls              | 4            | 0,22         | 29        | 1,57      |
| Exprimés                    | Exprimés                    | Exprimés                    | 1 770        | 99,78        | 1 750     | 98,43     |

### Sénateurs élus
| Sénateur | Sénateur         | Parti     | Fonctions lors de l'élection en 1971                                                                                          |
| -------- | ---------------- | --------- | --- |
|          | Georges Lombard  | CNIP-Opp. | Ancien député, conseiller général de Brest-4, maire de Brest.                                                                 |
|          | Louis Orvoën     | CD        | Ancien député, conseiller général de Pont-Aven, maire de Moëlan-sur-Mer                                                       |
|          | André Colin *    | CD        | Sortant, ancien ministre, ancien député, Président du Conseil Général, conseiller général de d'Ouessant, ancien membre du CNR |
|          | Édouard Le Jeune | CD        | Conseiller général de Châteaulin, maire de Dinéault                                                                           |